# Kostel Nanebevzetí Panny Marie (Jamolice)
Kostel Nanebevzetí Panny Marie je římskokatolický chrám v Jamolicích v okrese Znojmo. Je chráněn jako kulturní památka České republiky.
Kostel má pozdně románské jádro ze 13. století, věž byla přistavěna na konci 15. století. Na počátku 17. století byla přistavěna sakristie a zaklenuta původně plochostropá loď. Při přestavbě kostela v roce 1818 vznikl nový vchod a byla prolomena nová okna.
Jde o filiální kostel farnosti Dobřínsko.